# تركي الثاني بن سداح بن محيا
الأمير تركي الثاني بن سداح بن محيا، شيخ قبائل طلحه من  الروقة من عتيبة هو الأخ الأصغر لتركي الأول بن سداح بن محيا ومتروك بن سداح بن محيا الذين قتلوا في معارك التوحيد ضد عبد العزيز بن رشيد. بعد ما تربص لهم  وهو كذلك أخ الأمير عفاس بن محيا الذي قتل أيضا في معركة أبو دخن ضد الملك عبد العزيز ال سعود. بعد مقتل أبناء سداح بن محيا الثلاثة تركي، متروك وعفاس، أصرت جماعة الشيخ سداح على زواجه وقد كان حينها شيخاً تجاوز التسعين، ولد الأمير تركي الثاني سنة جراب 1333هـ توفي والده وعمره سنه وتربى عند أخوه الأمير فلاح بن سداح على القرآن والفروسية.

## نسبه
تركي الثاني بن سداح بن سيف بن مدغش بن حنتوش بن محيا بن هويدف بن سافر بن دعلوج بن حنتوش بن حمارس بن طلحة بن روق بن سالم بن صرير بن ثابت بن سعد بن الحجاج بن كعب بن مسعود بن أكوع بن عتيبة بن كعب بن هوازن بن صالح بن شباب بن عبد الرحمن بن الهيثم بن الحارث بن عبد الله بن شجنة بن جابر بن رزام بن ناصرة بن فصية بن نصر بن سعد بن بكر

## المشاركة في معارك توحيد المملكة
شارك الأمير تركي "الثاني"بن سداح بن محيا في الكثير من معارك وحملات الملك عبد العزيز وأهمها معركة السبلة وعمره أربعة عشر سنه مع الأمير ناصر بن جرمان بن محيا وجماعتهم أهل الحيد ضد الإخوان وشارك في حملات توطين قبائل تهامه بأمر من الملك عبد العزيز وهو أميرا للحيد وانتقل لأمارة ساجر بعد وفاة ابن عمه ناصر بن جرمان وقد عاصر الأمير تركي، الملك عبد العزيز.[بحاجة لمصدر]

## المشاركة في رد القوات اليمنية الناصرية
في عهد الملك فيصل أمر بتوجية ثلاثة ألوية من الحرس الوطني إلى جيزان لحماية الأراضي السعودية من خطر القوميات العربية والمد الناصري وكان أولهم لواء الأمير تركي بن سداح بن محيا وكانت المملكة حينها بلد ناشئ لا يمتك جيش نظامي يدافع عن كيان بحجم المملكة ولكن بالإيمان وقوة العقيدة وشجاعة الفرسان استطاعوا أن يحموا حدود المملكة من القوات اليمنية المصرية المشتركة آن ذاك واستمر تواجد الألوية على الحدود أكثر من سنتين وكانت الألوية تحت قيادة الأمير محمد الأحمد السديري. [بحاجة لمصدر] وله قصيدة مرسله للأمير تركي بن محيا ويقول فيها:
دور مـضـى لــي يـابـو متـعـب ذكـرنــاه
ذكـر الـحــيــا كــــــل الـــعـــرب يـرتـجــونــه
قــلـــبـــي من الــفـــرقـــا حـيــــامٍ ظمــايـــاه
وســــط الــمــحـانـــي يـــابـــساةٍ شـــنـونــــه
مسـتـصـعـبٍ مــــا يـظـهــر الــســد لــعـــداه
وعــلـــى صـديــقــه مـا يـخــفــي شـطــونــه
بـعــض الــمــلا يـجـرحــك بــعــده وفــرقــاه
جـزع الـى حـال اشـهـب السـعـد دونــه
وبـعــض الـمــلا يـوذيــك شـوفــة مـحـيــاه
مـثــل الـدهــر نــــزالــــتـــــه يـــتـــركـــونــــه
مــذكـــور حي مــانـــوى الـقــلــب يــنــســاه
عــــلــــيـــــه قــــلــــبـي كـاثـراتٍ غـبـونـه
مـــنـــى ســــــلامٍ كــل مــا حــل طـــريــــاه
ودّوه ياللــي عـقــــبــــنــا تــــاصــلونـــــه
مــلــزوم خــطـــي مـعــجــب الــقـــرم يــقـــراه
حـــتــــى هـل الــــحـردا تــمـــيـــز زبــــونــــه
تـــركـــي ولـد ســداح خـــطـــي تــنــصــاه
مـن لابـةٍ خــصــيــمــهـــم يـــزعـــلـــونـــه
احمول خيل ان وصّل العلم لاقصاه
وكم عـايـلٍ بــارمــاحـهــم يــجــدعــونــه
بـــيـــوتـــهـم علـى الــــمـراجــل مبنـاه
وبيـت الـكـرم بالشـحـم تـنـدى صحـونـه
احـبـهـم والحـكـي مــابــه مـواراه
والــلي خــفـى بـالـقــلب هم يـفـهـمـونــه

## وفاته
توفي الأمير تركي بن سداح بن محيا 1415هـ وعمره 82 سنه وخلفه إبنه الأمير عفاس بن تركي بن محيا أمير الفوج السادس عشر.